# Pitseng
Pitseng est une ville du Botswana.